# Hamrštejn
Hamrštejn (německy Hammerstein) je zřícenina hradu postaveného na skalním hřebenu Ovčí hory (496 m) zvaném Zámecký kopec (375 m) nad meandrem Lužické Nisy v katastrálním území liberecké čtvrti Machnín. Zřícenina je chráněna jako kulturní památka. Kolem hradu se rozkládá přírodní rezervace Hamrštejn. Nedaleko hradu se nachází železniční zastávka Machnín hrad na železniční trati Liberec–Zittau a jediný český transbordér.

## Popis hradu
Hrad byl ze tří stran obklopen strmými svahy a obehnán dodnes částečně zachovalou zdí. Na obou koncích oválného opevněného prostoru o délce 67 a šířce 26 metrů se tyčily válcové věže. Větší z nich bývala na severovýchodní straně hradu, její průměr byl asi 10,5 metru při šířce zdí mezi 1,5 a 2 metry. Sloužila jako věž obytná. Poslední nadzemní zbytek této věže o výšce asi 5 metrů je značně podkotlán a během několika let se sesune na nádvoří. Menší věž pak pravděpodobně plnila funkci hlásky a pozorovatelny. Je poměrně dobře zachovalá a přístupná po schůdcích ve skále. Na plošině uvnitř opevněné části nebyly nalezeny žádné zbytky kamenných budov, předpokládá se tedy, že případné stavby (např. hradní palác) zde byly dřevěné. Přístupová brána do hradu se spolu s částí zdi zřítila až roku 1882.
Hrad je od roku 2008 evidován mezi nejohroženějšími kulturními památkami v České republice. V letech 2010 a 2011 zde probíhaly stavební práce za účelem stabilizace a konzervace zříceniny.

## Historie
Přesné datum založení hradu není dnes již známo. Poprvé je (jako již stojící) zmíněn roku 1357 v listině kterou Bedřich z Biberštejna přislíbil věrnost císaři Karlu IV. Sloužil tehdy jako správní centrum jihozápadní části biberštejnského panství, jehož centrem byl Frýdlant. Obecně se soudí, že název hradu souvisí s existencí jednoho z nejstarších hamrů v Čechách. Dnes umístění této středověké železárny neznáme, protože hamr zanikl již koncem 16. století. Poloha hradu na nejzazším západním okraji bibrštejnského panství napovídá o snaze bránit jeho územní celistvost proti rodu Donínů na sousedním hradě Grabštejně. V literatuře často uváděná domněnka o ochraně dolů na železnou, olověnou, měděnou a stříbrnou rudu u Andělské hory není správná, protože doly leží na panství Donínů a Biberštejnové tak neměli důvod investovat do stavby hradu k ochraně majetku cizího (a často nepřátelského) šlechtického rodu.
Posádku hradu tvořilo několik desítek mužů pod velením purkrabího. Prvním známým purkrabím byl roku 1409 Hans Dachs ze slezské rytířské rodiny. Mezi léty 1414 až 1425 zde byl purkrabím Fredemann z Gersdorfu. V dochované listině datované 25. 9. 1411 je v tomto úřadu uveden Mikuláš Dachs. V době husitské patřili Biberštejnové k protivníkům husitů a do protikališnického tábora tak patřil přirozeně i Mikuláš Dachs a posádka hradu Hamrštejn. Jejich postavení bylo poměrně problematické – pouhých 10 km od hradu byl husity obsazený Grabštejn, husitskou posádku měla i dřevěná tvrz v Chrastavě a posádka nedalekého Roimundu byla značně nespolehlivá. Není jisté, zda posádka Hamrštejnu postupovala proti husitům aktivně, je však známo, že Dachs dodával do Lužice cenné zprávy a že na hrad zajížděli žitavští poslové.
Roku 1433 napadli žoldnéři Oldřicha z Biberštejna část grabštejnské husitské posádky vracející se z nájezdu na Frýdlantsko a porazili ji. Svého vítězství pak využili, podnikli výpad k Chrastavě a tamní tvrz vypálili. Snad aby husité náhradou získali jiné opevněné místo, zformovali u Českého Dubu oddíl o 400 jezdcích pod velením Jana Čapka ze Sán, který vytáhl proti Hamrštejnu. Dne 23. února vyslal ještě Dachs do Zhořelce posla s žádostí o pomoc. Než však ta dorazila, drželi již Hamrštejn husité, kterým se obránci patrně pod tlakem mnohonásobné přesily po dohodě vzdali. Hrad zůstal v husitských rukách až do roku 1435, kdy se vrátil zpět do Dachsova držení.

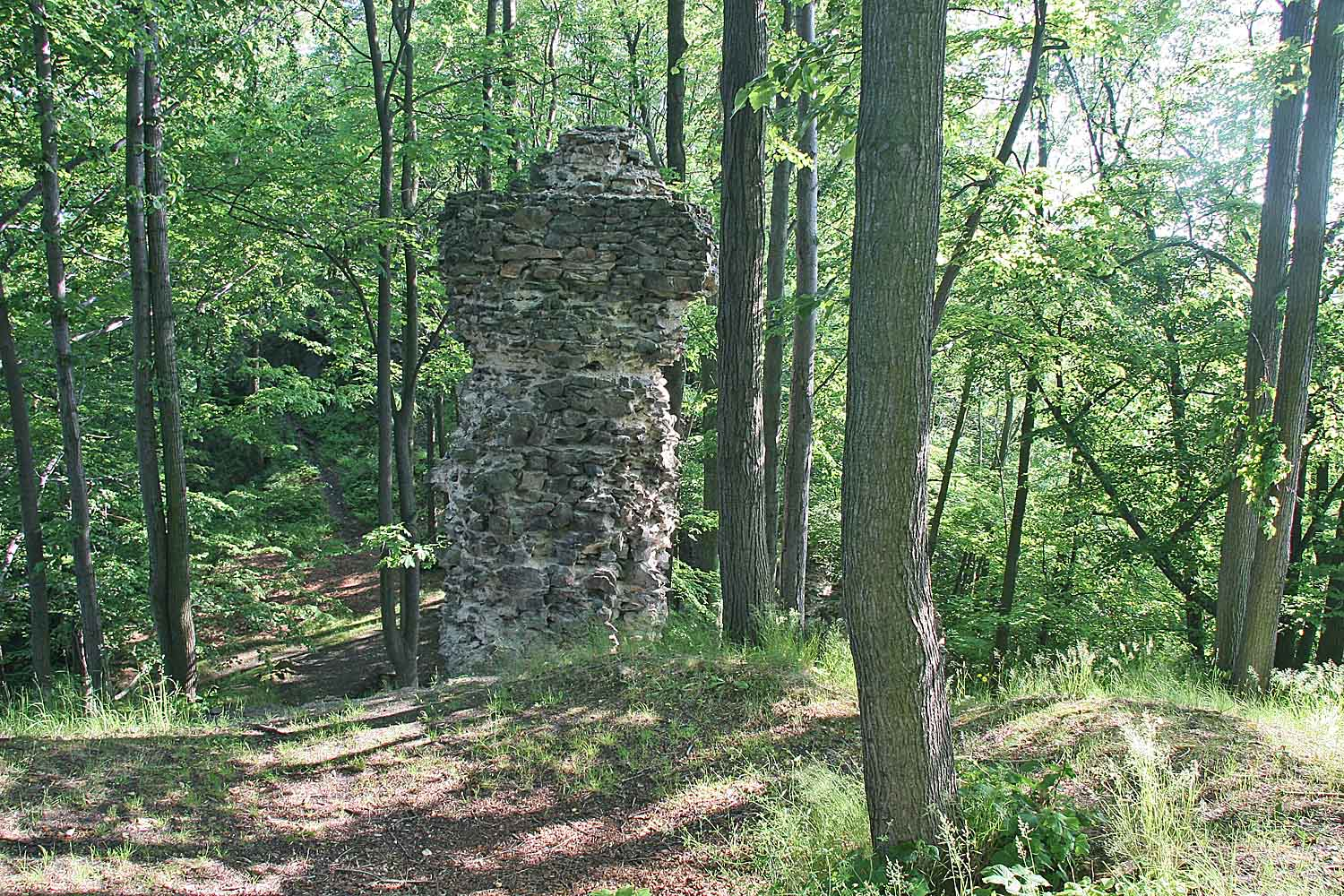
Pozůstatky menší věže

Po skončení husitských válek se rozhořelo množství regionálních konfliktů mezi jednotlivými šlechtici. Zatímco na Českolipsku došlo k válce mezi Lužicí a Vartenberky, na Liberecku došlo k bojům mezi Biberštejny a Doníny. Roku 1450 se Biberštejnové přidali k vojsku lužických měst, které oblehlo a po třech týdnech dobylo Grabštejn, následkem čehož se Václav z Donína musel zavázat, že již nebude bojovat proti Lužici. Roku 1467 napadl Mikuláš Dachs Chrastavu a vzápětí se Donínové na čas zmocnili Hamrštejna. Od roku 1452 do roku 1486 byl purkrabím na Hamrštejně Heinz Dachs, syn Mikuláše Dachse.
Od roku 1454 patřil hrad Oldřichovi, Václavovi a Bedřichovi z Biberštejna. Spor o jeho vlastnictví poté vyhrál Václav z Biberštejna. Ten stál za vlády Jiřího z Poděbrad na straně uherského krále Matyáše. Protože však po uzavření smíru neuznali Václav a Bedřich z Biberštejna včas českého krále Vladislava II. Jagellonského, byl Hamrštejn prohlášen za propadlé léno a purkrabím se stal Hanuš z Rechenberka. Hanuš byl nařčen Janem z Donína z neoprávněného držení vesnic Machnín, Krásná Studánka, Svárov a Molberk. Zatímco Machnín tehdy připadl Donínům, zbylé vesnice měly patřit Hamrštejnu. Vrchními pány oblasti tak zůstávali Biberštejnové. Když na český trůn nastoupil Ludvík Jagellonský, propůjčil Oldřichovi z Biberštejna roku 1517 opět všechny jeho statky, Hamrštejn mezi nimi. Na počátku 16. století připadl hrad jako zástava Ulrichu Gotschovi, ale brzy nato se jeho majiteli opět stali páni z Biberštejna. Roku 1545 došlo k uzavření vleklého (bezmála 100 let) sporu mezi Doníny a Bibrštejny o ves Machnín. Výsledkem bylo vítězství Donínů a naprostá izolace hradu. V rozsudku se píše, že k hradu patří jen to „kam dopadají kapky vody ze střechy“. Roku 1551 smrtí Kryštofa z Biberštejna vymírá frýdlantská větev rodu a veškerý majetek připadá jako odumřelé léno panovníkovi.
Ve smlouvě z 1. dubna 1558, kterou zakoupil Bedřich z Redernu frýdlantské a liberecké panství, je Hamrštejn již uváděn jako pustý.

## Doprava
Železniční zastávka Machnín hrad se nachází v sedle, z nějž vybíhá Zámecký kopec, tedy ostroh s hradem, obtékaný Lužickou Nisou. Zastávka nemá zpevněné nástupiště ani nástupní hranu, je vybavena jen malým plechovým přístřeškem, přístupovou cestou vedoucí od nedalekého rozcestí je jen pěšina. Kopec s hradem se nachází na protilehlé straně trati než nástupiště, přes trať zde však není vyznačen žádný legální přechod. Hrad se nachází jen asi 100 metrů od zastávky, při pěšině k hradu jsou patrné zbytky značení dávno zrušené odbočky turistického značení. V zastávce zastavuje jen část z osobních vlaků jezdících po této trati, a to jen na znamení.
Nedaleko hradu projíždí té liberecká městská autobusová linka číslo 16. Její zastávka Hamrštejn leží však v průmyslovém areálu a osadě na protilehlé straně řeky na straně, ze které nevede ke hradu most; v pěším dosahu jsou též zastávky Kryštofovo Údolí, lom či Machnín, žel. zast.
Po cestách pod hradem vedou cyklotrasy 3008 a 21 a žlutě a modře značené pěší trasy KČT. Oba břehy Lužické Nisy tu souběžně s železničním mostem spojuje i malý transbordér neboli gondolový most.